# Heinrich-Anton Deboi

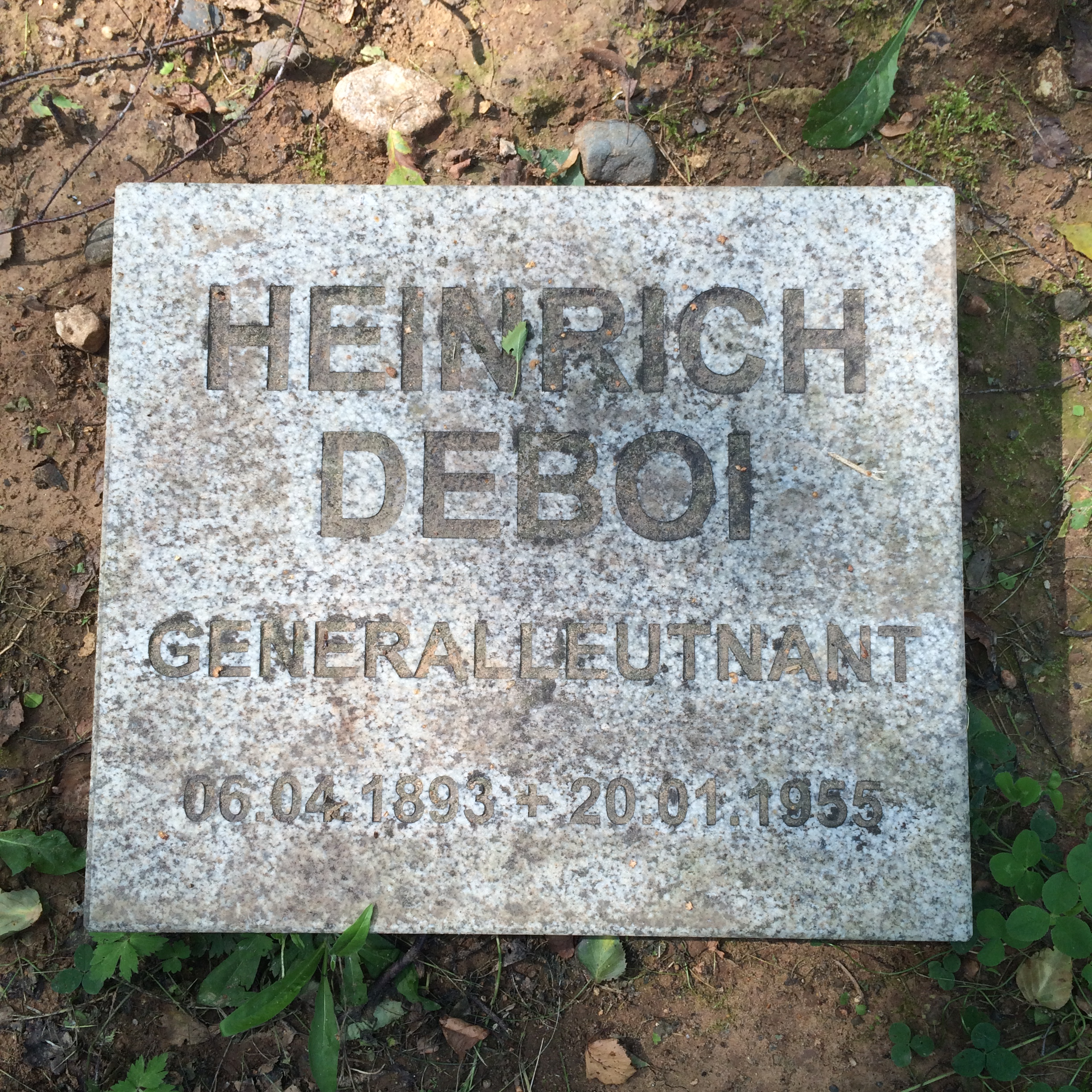
Grób generała Heinricha Deboia

Heinrich-Anton Deboi (ur. 6 kwietnia 1893 w Landshut, zm. 20 stycznia 1955 w okolicach Iwanowa) – niemiecki wojskowy, generalleutnant.
Poddał się Armii Czerwonej po bitwie stalingradzkiej w 1943. W ZSRR sądzony za zbrodnie wojenne, zmarł w niewoli.

## Odznaczenia
- Krzyż Rycerski Krzyża Żelaznego (1942)
- Złoty Krzyż Niemiecki (1941)
- Krzyż Żelazny 1914 I i II klasy
- Order Zasługi Wojskowej z Mieczami (Bawaria)
- Srebrna Odznaka za Rany (1918)